# روجر هانسون
روجر هانسون (بالإنجليزية: Roger Hanson)‏ هو محامي وضابط وسياسي أمريكي، ولد في 27 أغسطس 1827 بمقاطعة كلارك في الولايات المتحدة، وتوفي في 4 يناير 1863 بمورفريسبورو في الولايات المتحدة.